# Północ Centrum Południe
Północ Centrum Południe – jedyny album polskiej supergrupy hip-hopowej PCP. Płyta została wydana w 2004 roku.
W 2014 wydano reedycję płyty

## Lista utworów
1. Uciułany Giecik – (3:35)
2. Północ Centrum Południe – (5:21)
3. Żądze – (3:28)
4. Mówię Co Myślę... – (3:34)
5. Północ – (0:39)
6. Grooby Melanż – (4:15)
7. Sztuka Adaptacji – (3:57)
8. Podejrzani – (4:09)
9. Obywatel MC – (4:19)
10. Centrum – (0:26)
11. Fortuna Kołem Toczy Się – (4:34)
12. Nie Chce... – (3:42)
13. Kłopoty – (Skąd Cały Ten Ambaras) – (4:45)
14. Południe – (1:08)
15. Globetrotter – (4:24)
16. Uciułany Giecik (remix) – (2:55)
17. Outro – (0:43)